# 야네즈 브르호베츠
야네즈 브르호베츠(세르비아어: Јанез Врховец, Janez Vrhovec, 1921년 1월 19일~1997년 10월 7일)는 세르비아의 배우, 영화배우이다.

## 출연 작품

### 영화
- 프로이트의 비밀 일기 (1984년)
- 사랑과 죽음의 전장 (1969년)
- 랭클로 (1961년)
- 아우스트리츠의 영웅 (1960년)
- 마지막 다리 (1954년)